# Lyciomyia gracilis
Lyciomyia gracilis är en tvåvingeart som beskrevs av Jean-Jacques Kieffer och Jörgensen 1910. Lyciomyia gracilis ingår i släktet Lyciomyia och familjen gallmyggor. Inga underarter finns listade i Catalogue of Life.